# Zeta Corse
Zeta Corse era un equipo de automovilismo ruso que anteriormente operaba en la Serie Fórmula Renault 3.5.

## Historia

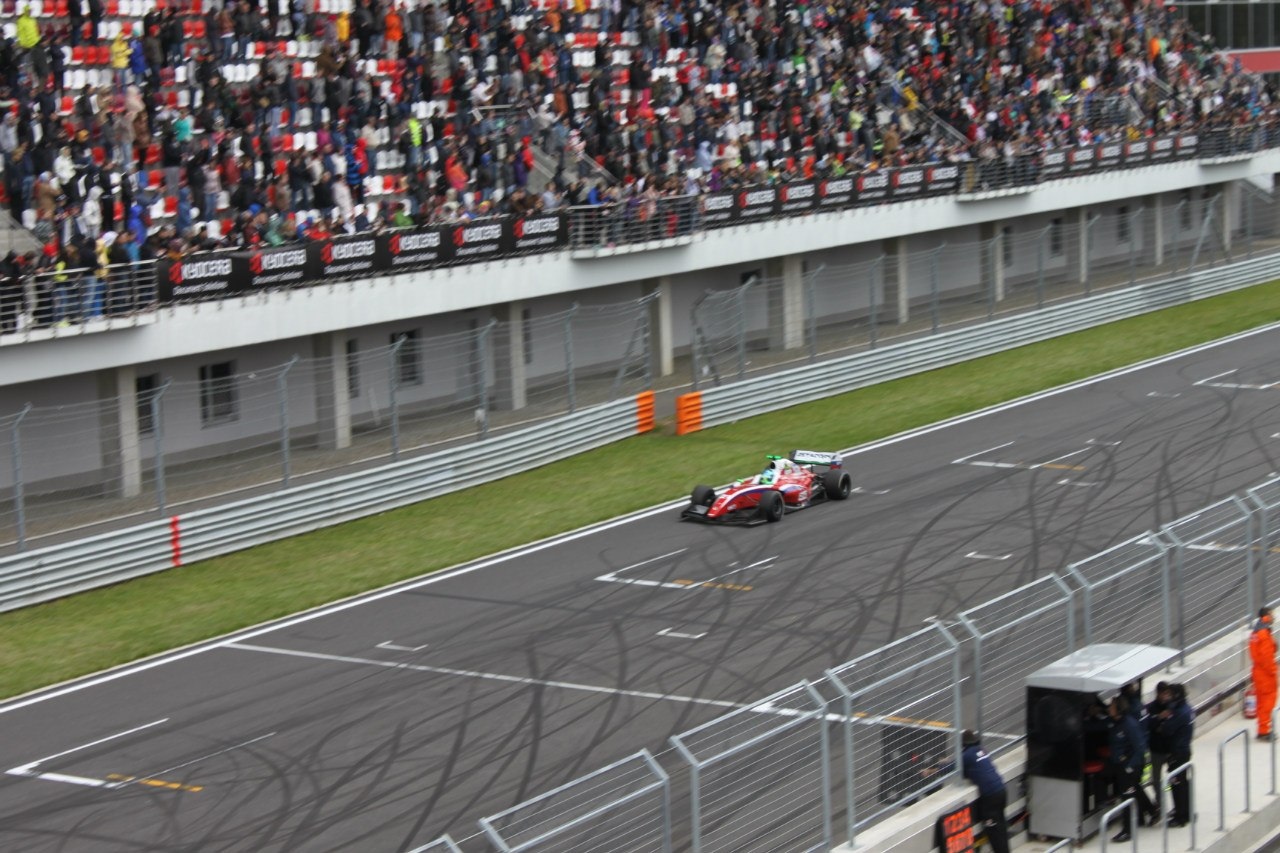
Roman Mavlanov durante la Carrera 1 de la temporada 2014 de la Serie Fórmula Renault 3.5 en el circuito de Moscú.

En enero de 2013, se anunció que Giancarlo Zampieri (padre de Daniel Zampieri ) compró la subdivisión BVM - Target Racing Formula Renault 3.5 Series . El equipo pasó a llamarse Zeta Corse, dirigido por Claudio Corradini y utilizó personal que anteriormente trabajó con EPIC Racing y HRT F1 Team.  La sede del equipo se cambió a Valencia. 
Para su primera prueba de la Serie Fórmula Renault 3.5 en Monza ficharon a Mihai Marinescu y Emmanuel Piget.  Pero Piget solo corrió una ronda, en Alcañiz fue reemplazado por el subcampeón del Campeonato de Fórmula Dos de la FIA, Mathéo Tuscher.  En Mónaco la escuadra decidió cambiar completamente su alineación con Carlos Sainz Jr. y Nick Yelloly .  Marinescu regresó al equipo para las rondas de Spa y Moscú, mientras que Sainz fue reemplazado por William Buller .  En Spielberg el asiento de Marinescu fue ocupado por Riccardo Agostini, quien devolvió ese asiento a Sainz.  El 14 de diciembre de 2013 se reveló que el equipo pasó a manos de la empresa rusa RMD Media.  El mejor logro de los pilotos de Zeta Corse en 2013 fueron tres finales de Buller entre los cinco primeros.
En 2014, el equipo contaba con dos pilotos a tiempo completo tras fichar a Roman Mavlanov y Roberto Merhi para su primera temporada en la Fórmula Renault 3.5.  Merhi comenzó la temporada con el primer podio del equipo, terminando segundo detrás de Will Stevens en la primera carrera en Monza.  En casa del equipo en Moscú, Merhi consiguió la primera victoria para el Zeta Corse.  Merhi también logró victorias en Nürburgring y Hungaroring, terminando tercero en la clasificación de pilotos y colocando al equipo en el cuarto lugar en la clasificación de equipos.  
Para 2015, el equipo decidió fichar al expiloto de la GP2 Series, Facu Regalia . Sin embargo, el piloto argentino pasó a Comtec Racing y luego a la Auto GP World Series, y Zeta Corse no participó en más carreras. 

## Resultados
| Año  | Coche             | Piloto            | Carreras | Ganador | Poles | Vuel.rápida | Puntos | D.C. | T.C. |
| ---- | ----------------- | ----------------- | -------- | ------- | ----- | ----------- | ------ | ---- | ---- |
| 2013 | Dallara T12-Zytek | William Buller    | 10       | 0       | 0     | 0           | 46     | 11th | 10th |
| 2013 | Dallara T12-Zytek | Carlos Sainz Jr.  | 9        | 0       | 0     | 0           | 22     | 19th | 10th |
| 2013 | Dallara T12-Zytek | Mihai Marinescu   | 8        | 0       | 0     | 0           | 5      | 25th | 10th |
| 2013 | Dallara T12-Zytek | Nick Yelloly      | 1        | 0       | 0     | 0           | 0      | 28th | 10th |
| 2013 | Dallara T12-Zytek | Emmanuel Piget    | 2        | 0       | 0     | 0           | 0      | 29th | 10th |
| 2013 | Dallara T12-Zytek | Mathéo Tuscher    | 2        | 0       | 0     | 0           | 0      | 30th | 10th |
| 2013 | Dallara T12-Zytek | Riccardo Agostini | 2        | 0       | 0     | 0           | 0      | NC   | 10th |
| 2014 | Dallara T12-Zytek | Roberto Merhi     | 17       | 3       | 3     | 1           | 183    | 3rd  | 4th  |
| 2014 | Dallara T12-Zytek | Roman Mavlanov    | 15       | 0       | 0     | 0           | 0      | 24th | 4th  |

El 2013 el equipo compitió bajo licencia de carreras italiana, desde 2014 el equipo compitió con licencia de carreras rusa.